# Тамборил (Сеара)
Тамборил (порт. Tamboril) — муниципалитет в Бразилии, входит в штат Сеара. Составная часть мезорегиона Сертойнс-Сеаренсис. Входит в экономико-статистический микрорегион Сертан-ди-Кратеус. Население составляет 25 761 человек на 2006 год. Занимает площадь 1 961,634 км². Плотность населения — 13,1 чел./км².

## Статистика
- Валовой внутренний продукт на 2003 составляет 51.668.985,00 реалов (данные: Бразильский институт географии и статистики).
- Валовой внутренний продукт на душу населения на 2003 составляет 1.998,18 реалов (данные: Бразильский институт географии и статистики).
- Индекс развития человеческого потенциала на 2000 составляет 0,620 (данные: Программа развития ООН).